# Kościół św. Stanisława Kostki w Rostkowie
Kościół św. Stanisława Kostki w Rostkowie – rzymskokatolicki kościół parafialny zlokalizowany w miejscowości Rostkowo (powiat przasnyski w województwie mazowieckim). Funkcjonuje przy nim parafia św. Stanisława Kostki oraz płockie diecezjalne sanktuarium św. Stanisława Kostki. Do rejestru zabytków został wpisany 25 maja 2007 pod numerem A-746.

## Historia

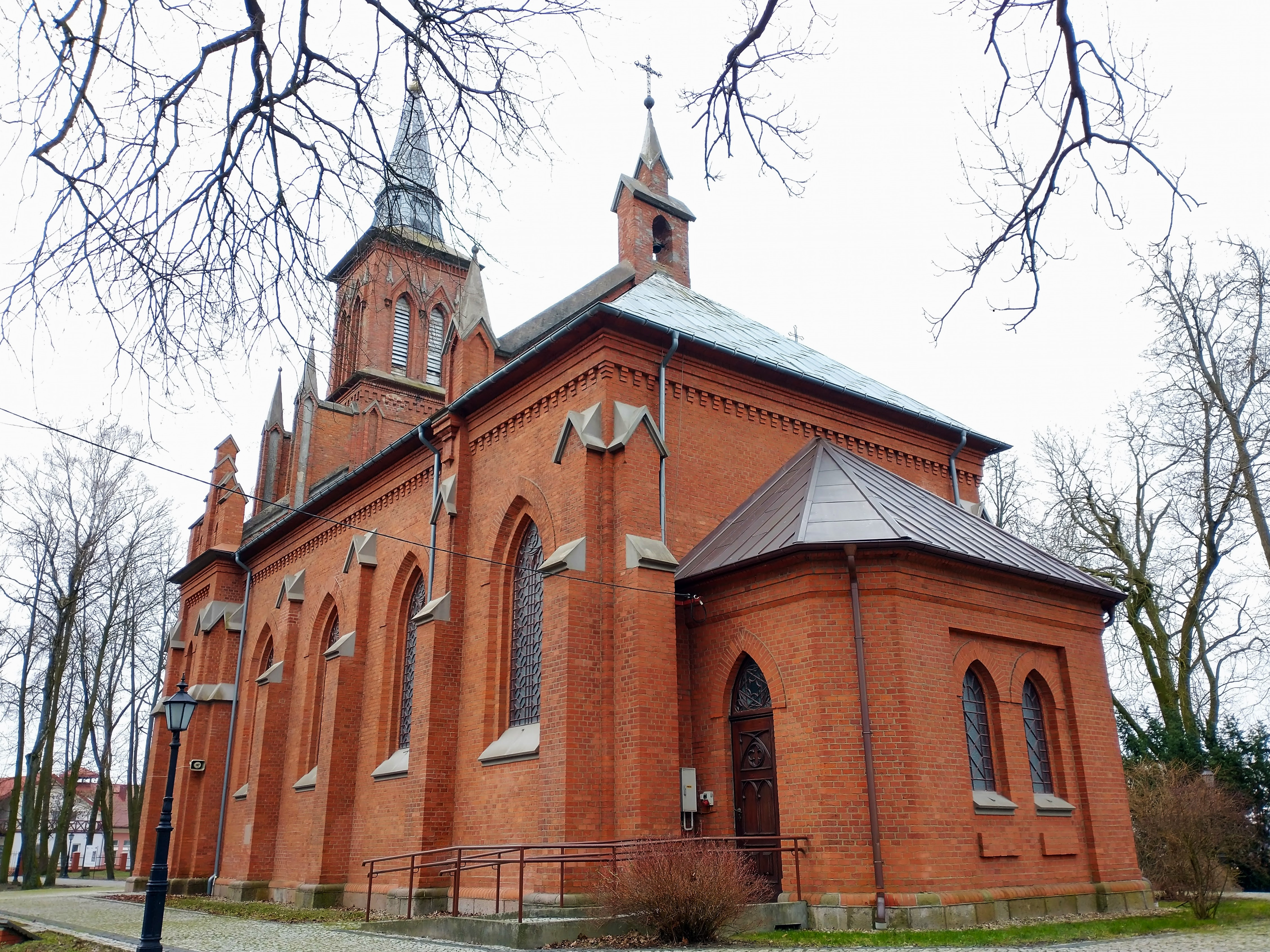
Widok od prezbiterium

Pierwsza parafia we wsi erygowana była po 1479 z inicjatywy Jana Kostki z Rostkowa (stolnika ciechanowskiego). Pierwsza drewniana kaplica powstała w 1488, a druga prawdopodobnie w 1621, po zwycięskiej dla Polaków bitwie pod Chocimiem. Zajęła miejsce pierwotnego dworu Kostków. Trzecim obiektem sakralnym był kościół drewniany fundacji Józefa Zielińskiego. Po przejściowym panowaniu we wsi jezuitów pułtuskich, którzy wznieśli tutaj kaplicę drewnianą, świątynia została przyłączona do parafii przasnyskiej. Uszkodzona w 1820 była nieużytkowana i została rozebrana w 1855.
Obecny obiekt wzniesiono w latach 1895-1900 dzięki staraniom Agnieszki Helwich, która przeznaczyła pod ten cel część środków finansowych. Resztę pieniędzy zgromadzono z ofiar mieszkańców Królestwa Kongresowego. W zbieraniu datków uczestniczyli wikariusze z Przasnysza (Leon Gościcki i Józef Michnikowski). Kamień węgielny został posadowiony 7 listopada 1895. Obiekt konsekrowano 28 września 1900.
Od 1923 świątynia jest pod duszpasterską opieką pasjonistów przasnyskich. W 1926 sprowadzono z Rzymu relikwie św. Stanisława Kostki. Obecną parafię erygowano 20 sierpnia 1967 (biskup Bogdan Marian Sikorski). Była to czterechsetna rocznica śmierci św. Stanisława Kostki. 12 maja 2000 ustanowiono przy świątyni diecezjalne sanktuarium św. Stanisława Kostki. 20 sierpnia 2017 (w pięćdziesiątą rocznicę ustanowienia parafii) mszę odprawił tu arcybiskup Stanisław Gądecki wraz z biskupami Piotrem Liberą, Mirosławem Milewskim oraz Romanem Marcinkowskim.

## Architektura
Neogotycką świątynię z cegły zaprojektował Adolf Schimmelpfennig, zaś wykonawcą był Antoni Wójcicki (budowniczy powiatu przasnyskiego).
Jednonawowy, czteroprzesłowy obiekt wzniesiony na planie prostokąta stoi na cokole obłożonym granitowymi ciosami. Kryty jest trójpołaciowym dachem. Prezbiterium nie zostało wyodrębnione z korpusu. Od zachodu do bryły przylega dodatkowe przęsło wieżowe. Do prezbiterium dobudowana jest zakrystia. Wnętrze przykrywa sklepienie krzyżowo-żebrowe. 

## Wnętrze
Wyposażenie wnętrza jest neogotyckie, spójne z architekturą. Są to m.in. ołtarz z rzeźbą św. Stanisława Kostki, który odbiera Jezusa z rąk Matki Bożej (rzeźbiarz Adrian Głębocki) i ambona. Oba te artefakty pochodzą z początku XX wieku (warsztat W. Bogaczyka). Organy są siedmiogłosowe z tego samego okresu.

## Legendy
Według lokalnych podań w stawie za kościołem nie widziano od dawna żadnych żab, ponieważ w czasie, gdy modlił się tu św. Stanisław, swoim rechotem zakłócały mu kontemplację. Tupnął więc nogą i od tego czasu płazy te zamilkły. Niedaleko kościoła leży głaz z odciśniętą stopą św. Stanisława oraz rośnie lipa – miejsce modlitw świętego.

## Galeria

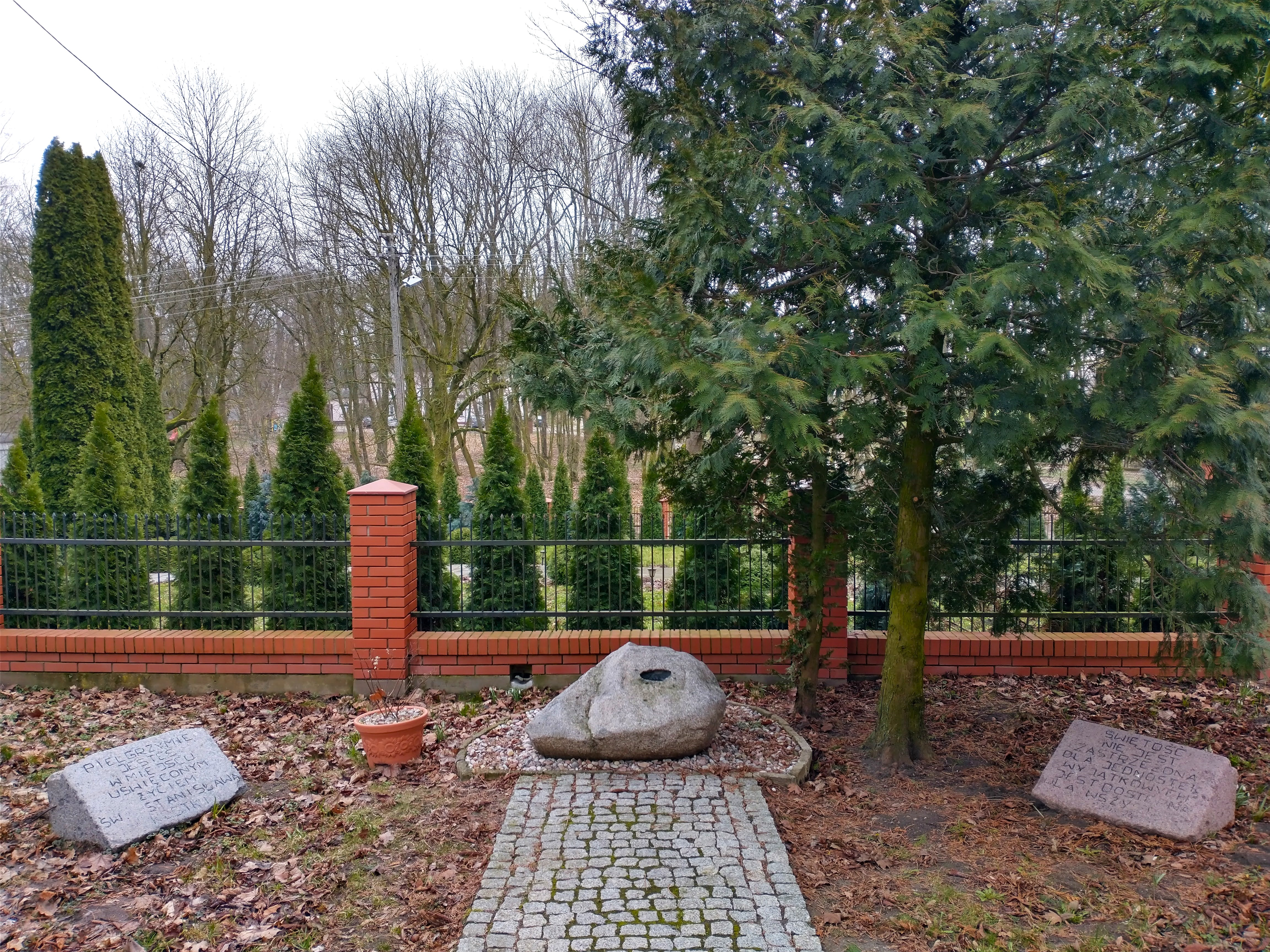
Odcisk stopy św. Stanisława Kostki na głazie
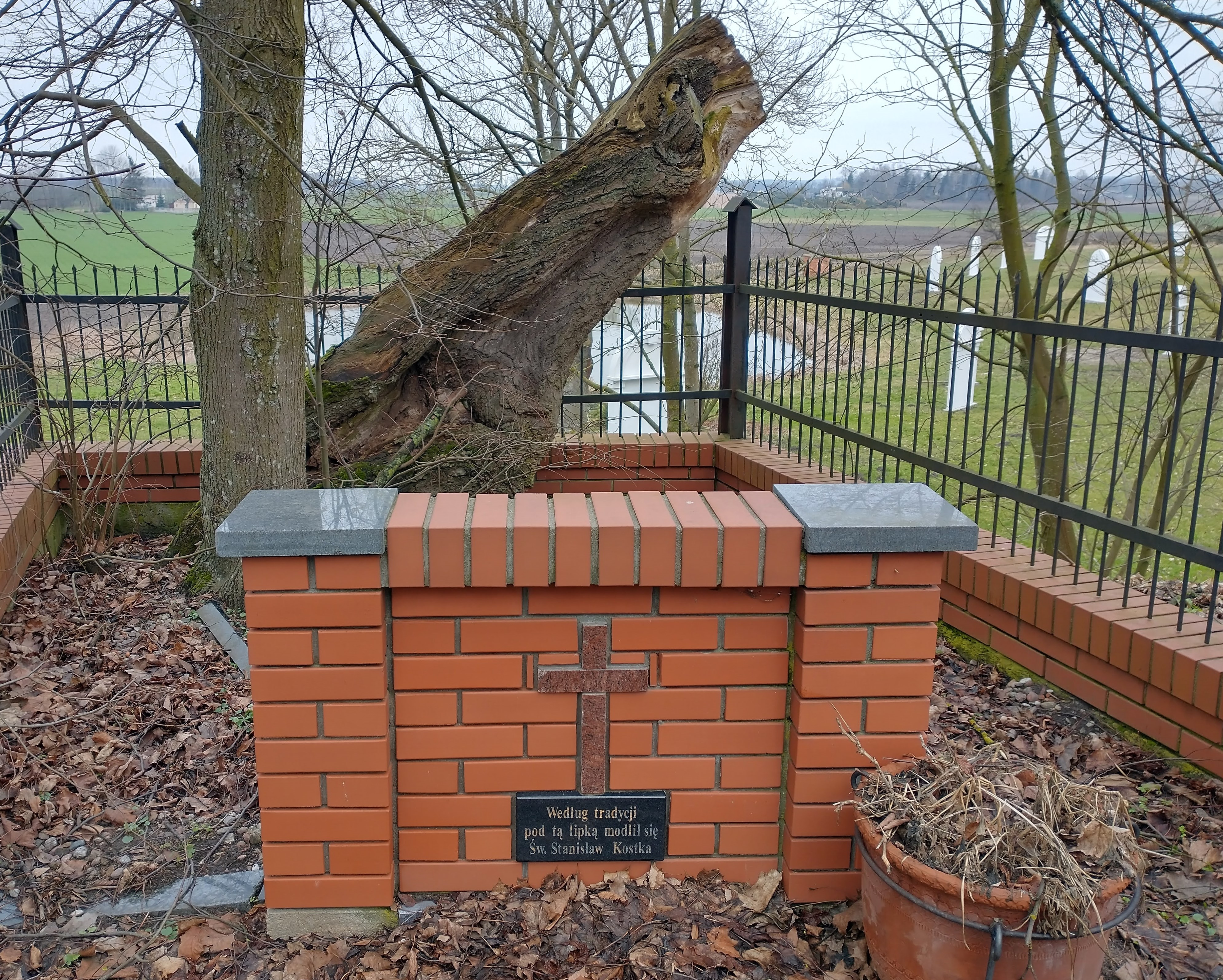
Pozostałości lipy, pod którą modlił się św. Stanisław Kostka